# Periscyphis vandeli
Periscyphis vandeli är en kräftdjursart som beskrevs av Franco Ferrara1973. Periscyphis vandeli ingår i släktet Periscyphis och familjen Eubelidae. Inga underarter finns listade i Catalogue of Life.